# Traité de Kars
Pour les articles homonymes, voir Kars (homonymie).

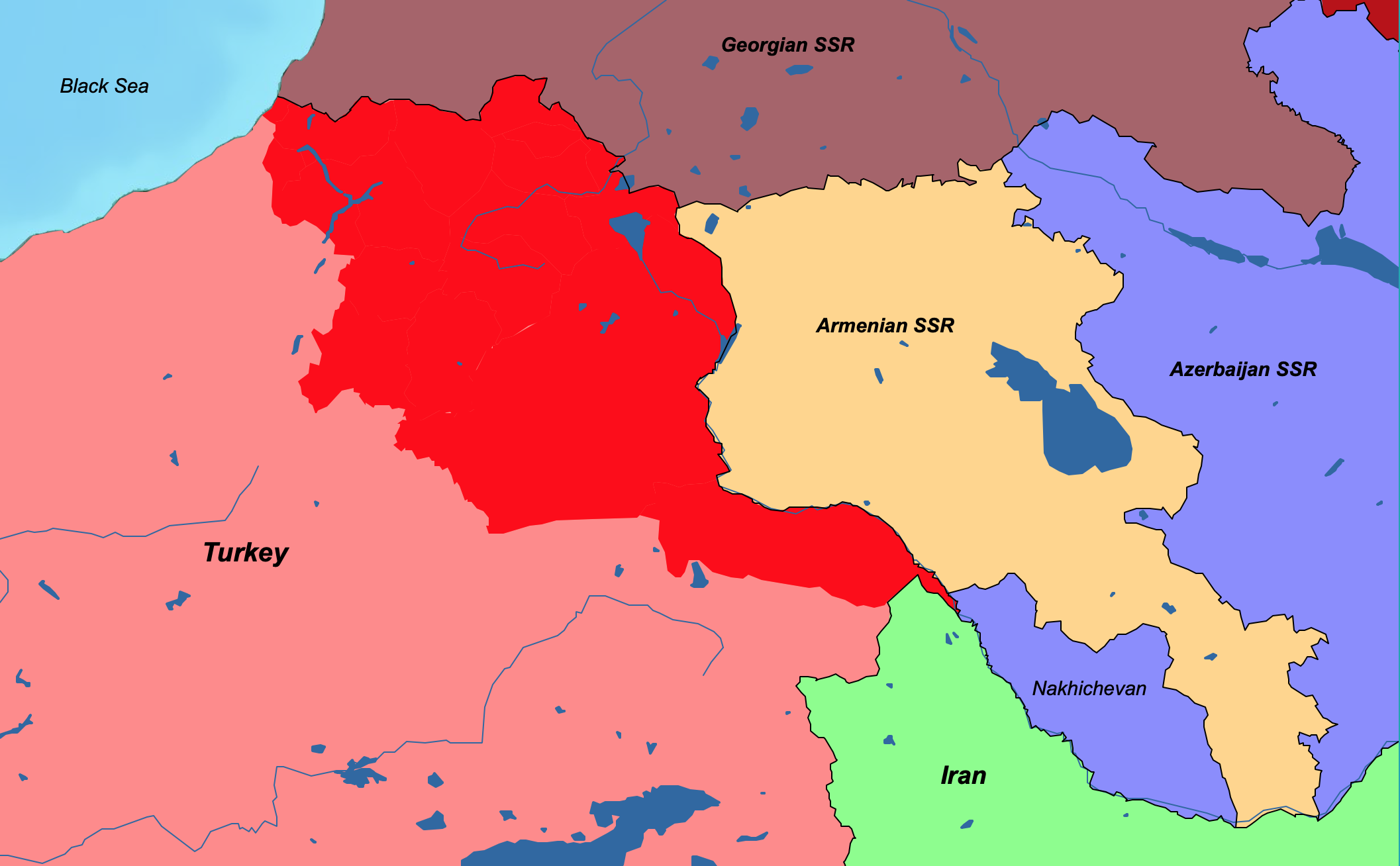
Gains turcs (rouge foncé) au traité de Kars.

Le traité de Kars est signé le 13 octobre 1921 à la fin de la conférence de Kars entre la Turquie kémaliste, d'une part, et les républiques soviétiques de la Transcaucasie de l'autre. 

## Le contexte
L'Arménie, l'Azerbaïdjan et la Géorgie, qui avaient profité de la chute de l'Empire russe pour déclarer leur indépendance en 1918, sont tombées à la suite de campagnes militaires et pression politique sous le contrôle de la république socialiste fédérative soviétique de Russie.
La république démocratique d'Arménie avait dû, à la suite de la guerre arméno-turque de septembre-décembre 1920, céder à la Turquie 60 % de son territoire acquis, entre autres, grâce au traité de Sèvres du 10 août 1920. La cession est entérinée au traité d'Alexandropol le 2 décembre 1920.
La république démocratique de Géorgie a été envahie par l'armée rouge et l'armée turque en février-mars 1921. Des combats eurent lieu entre ces deux armées pour le contrôle de territoires et on a craint un conflit entre ces deux pays.

## Le traité
Il comprend un préambule, 20 articles et 3 annexes. 
Selon l'article 1er, sont considérés comme caducs les accords passés entre les gouvernements des pays sur le territoire des parties contractantes. Est reconnu de ce fait annulé le traité d'Alexandropol de 1920, et non valables les accords passés avec les États tiers et qui concernaient les républiques transcaucasiennes. Mais cela ne s'appliquait pas à l'accord de 1921 de Moscou conclu entre la Russie soviétique et la Turquie. 
L'article 2 était particulièrement important pour la Turquie, puisque selon celui-ci, les parties ne reconnaissaient aucun accord ou acte international, qui pouvait être imposé au moyen de la force. Cela signifiait que l'Arménie soviétique ne reconnaissait pas le traité de Sèvres de 1920. L'article 3 annule le régime des capitulations, et l'article 4 définissait la frontière entre la Turquie et les républiques de la Transcaucasie (la description plus détaillée de la frontière était donnée dans les annexes 1 et 2). Selon l'article 5, les gouvernements de la Turquie, de l'Azerbaïdjan et de l'Arménie acceptent la formation d'une république autonome, le Nakhitchevan (avec ses frontières indiquées dans l'annexe 3), placé sous la protection de l'Azerbaïdjan. Les articles 6 à 9 se rapportent aux relations entre la Turquie et la Géorgie. Les autres articles définissent la position juridique des citoyens des parties, établissent l'ordre de l'échange des prisonniers, concernent le règlement des autres questions économiques, financières et, la conclusion des accords consulaires, etc. 
Le traité de Kars répète essentiellement les positions de l'accord de 1921 de Moscou. Il est signé pour l'Arménie par le commissaire du peuple des affaires étrangères Askanaz Mravian et le commissaire du peuple des affaires intérieures Poghos Makintsian ; pour l'Azerbaïdjan, par le commissaire du peuple de l'inspection des ouvriers et des paysans Behboud Chahtahtinsky ; pour la Géorgie, par le commissaire du peuple pour les affaires navales Chalva Eliava et le commissaire du peuple des affaires étrangères et les finances Alexandre Svanidzé ; pour la Turquie, par les députés de l'Assemblée nationale et le commandant du front oriental Kâzım Karabekir Pacha, et Veli Bey, par un ancien adjoint du ministre des travaux sociaux Muhtar Bey, et par le représentant plénipotentiaire de la Turquie en Azerbaïdjan Memduh Sevket ; pour la Russie soviétique, par le représentant plénipotentiaire en Lettonie le Polonais Jakub Hanecki (en russe Ganetsky, né Jakub von Fürstenberg).

## Conséquences
Avec ce traité, celui de Sèvres signé par l'Empire ottoman avec les Alliés de la Première Guerre mondiale le 10 août 1920, mais qui n'a pas été reconnu par les nationalistes turcs de Mustafa Kemal conduisant la guerre d'indépendance turque, devient de fait caduc.
Le traité de Lausanne du 24 juillet 1923 remplace celui de Sèvres (et, à l'inverse de ce dernier, ne mentionne plus l'Arménie) et reconnait les frontières de la république de Turquie proclamée par Mustafa Kemal.

### Texte original
- Texte du traité sur wikisource